# 本因坊秀策

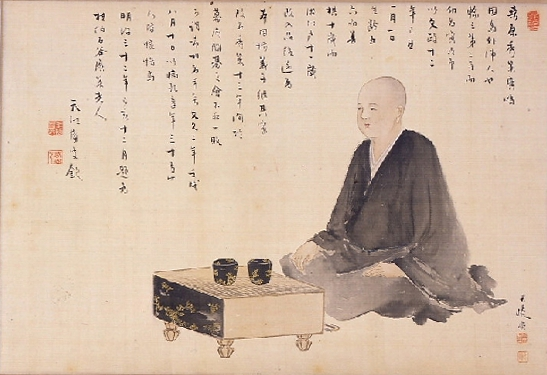

本因坊 秀策（ほんいんぼう しゅうさく、文政12年5月5日〈1829年6月6日〉 - 文久2年8月10日〈1862年9月3日〉）は江戸時代の囲碁棋士。備後国因島（現・広島県尾道市因島外浦町）出身で俗姓は桑原。幼名は虎次郎。法名は日量。

## 経歴
1829年、桑原輪三と妻・カメの次男として誕生する。
1837年（天保8年）に出府して本因坊丈和に入門、本家の名字である安田を借り栄斎を名乗る。その打ち振りを見た丈和が「是れ正に百五十年来の碁豪にして、我が門風、これより大いに揚がらん」と絶賛したと伝えられる（百五十年前は道策の全盛期であった）。1839年（天保10年）に初段。翌1840年（天保11年）に秀策と改名し、二段昇段。翌1841年（天保12年）三段昇段、さらに翌1842年（天保13年）四段昇格する。
1846年（弘化3年）、浪華で井上幻庵因碩と数度の対局を行う。幻庵八段、秀策四段なので二子の手合だが、一局打ちかけて幻庵は秀策の実力を認め、破格の定先に変更しての対局であった。その中の一局は「耳赤の一局（みみあかのいっきょく）」と呼ばれる著名局である。幻庵因碩は後に「（あのときの）秀策の芸は七段を下らない」と評したという。
当時、一流の打ち手であった幻庵因碩に定先で打ち勝った事を機に、丈和と秀和は秀策を将来の本因坊跡目とする運動を始める（当時丈和は隠居、当主は丈策であり、秀和が跡目であったが、丈和・丈策が一年後に相次いで亡くなっていることから、この時点で両者ともに健康を害していたのではないかと推測されている）。しかし家元につけば同時に幕臣となるが、秀策は父・輪三の主君でもある広島藩筆頭家老の備後三原城主・浅野甲斐守の家臣と言う扱いであり、甲斐守に対する忠誠心からこれを頑なに拒否。囲碁家元筆頭の本因坊家の跡目を拒否する事などは前代未聞であった。
また師・秀和との対局で先で打っていた所、秀策の大幅な勝ち越しになったため秀和が「手合いを改めよう」と言った所「師匠に黒を持たせるわけにはいきません」と答えたという（先の次は先相先となり三局に1回は上手が黒を持つ事になる）。
1848年（嘉永元年）に正式に第14世本因坊跡目となり同時に六段昇段、また丈和の娘・花と結婚する。また翌年から御城碁に出仕し、それ以後19戦19勝無敗の大記録を作った。秀策最強説の有力な根拠がこれである。もっとも、秀策は御城碁の連勝にこだわっており、林有美（当時五段）との二子局を固辞したエピソードや、10世安井算英（当時二段）との二子局を秀和に打診された際、「二子の碁は必勝を期すわけにはいかない」と固辞したというエピソードが伝えられる。少なくとも、19局中に二子番が皆無というのはかなり不自然といわざるを得ない。ただし、同時に「互先の白番（＝コミなし）なら誰が相手でも辞さない」といったことも伝えられている。
秀策の無敵を支えたのは平明秀麗な碁風と、秀和と並ぶ正確な形勢判断である。また秀策の先番は秀策流と呼ばれる布石法が有名であり、秀策の先番は堅実無比と称された。秀策が御城碁下打ちの結果を聞かれた時、「先番でした」とだけ答えたと言う逸話も残っている（ただしこの話は謙虚な秀策の性格とはそぐわないため、「先番でしたので、なんとか勝つことができました」の前半部分だけが一人歩きしてしまったともいわれる）。
1862年（文久2年）、江戸でコレラが大流行し本因坊家内でもコレラ患者が続出した。秀策は秀和が止めるのも聞かず患者の看病に当たり、当人が感染しそのまま34歳で死去した。この年御城碁が中止され消滅した。なお、本因坊家では秀策の看病によりコレラによる犠牲者は秀策以外は1人も出さなかった。
棋力のみならず極めて人格に優れ、本因坊道策（前聖）、本因坊丈和（後聖）に並び称され、後の囲碁界に与えた影響は多大である。

## 御城碁十九連勝
|    | 西暦 | 相手           | 家元   | 結果           |
| -- | ---- | -------------- | ------ | -------------- |
| 1  | 1849 | 安井算知       | 安井家 | 先番11目勝ち   |
| 2  | 1849 | 阪口仙得       | 阪口家 | 先番中押し勝ち |
| 3  | 1850 | 阪口仙得       | 阪口家 | 先番8目勝ち    |
| 4  | 1850 | 伊藤松和       |        | 先番3目勝ち    |
| 5  | 1851 | 林門入         | 林家   | 先番7目勝ち    |
| 6  | 1851 | 安井算知       | 安井家 | 先番中押し勝ち |
| 7  | 1852 | 十二世井上因碩 | 井上家 | 白番2目勝ち    |
| 8  | 1852 | 伊藤松和       |        | 先番6目勝ち    |
| 9  | 1853 | 阪口仙得       | 阪口家 | 先番中押し勝ち |
| 10 | 1853 | 安井算知       | 安井家 | 白番1目勝ち    |
| 11 | 1854 | 十二世井上因碩 | 井上家 | 白番中押し勝ち |
| 12 | 1856 | 伊藤松和       |        | 白番中押し勝ち |
| 13 | 1857 | 安井算知       | 安井家 | 先番中押し勝ち |
| 14 | 1858 | 阪口仙得       | 阪口家 | 白番3目勝ち    |
| 15 | 1859 | 伊藤松和       |        | 先番9目勝ち    |
| 16 | 1859 | 服部正徹       | 服部家 | 先番13目勝ち   |
| 17 | 1860 | 林有美         | 林家   | 白番4目勝ち    |
| 18 | 1861 | 林門入         | 林家   | 白番14目勝ち   |
| 19 | 1861 | 林有美         | 林家   | 白番中押し勝ち |

## 秀策流
|  |  |  |  |  |  |  |  |  |  |  |  |  |  |  |  |  |  |  |
|  |  |  |  |  |  |  |  |  |  |  |  |  |  |  |  |  |  |  |
|  |  |  |  |  |  |  |  |  |  |  |  |  |  |  |  |  |  |  |
|  |  |  |  |  |  |  |  |  |  |  |  |  |  |  |  |  |  |  |
|  |  |  |  |  |  |  |  |  |  |  |  |  |  |  |  |  |  |  |
|  |  |  |  |  |  |  |  |  |  |  |  |  |  |  |  |  |  |  |
|  |  |  |  |  |  |  |  |  |  |  |  |  |  |  |  |  |  |  |
|  |  |  |  |  |  |  |  |  |  |  |  |  |  |  |  |  |  |  |
|  |  |  |  |  |  |  |  |  |  |  |  |  |  |  |  |  |  |  |
|  |  |  |  |  |  |  |  |  |  |  |  |  |  |  |  |  |  |  |
|  |  |  |  |  |  |  |  |  |  |  |  |  |  |  |  |  |  |  |
|  |  |  |  |  |  |  |  |  |  |  |  |  |  |  |  |  |  |  |
|  |  |  |  |  |  |  |  |  |  |  |  |  |  |  |  |  |  |  |
|  |  |  |  |  |  |  |  |  |  |  |  |  |  |  |  |  |  |  |
|  |  |  |  |  |  |  |  |  |  |  |  |  |  |  |  |  |  |  |
|  |  |  |  |  |  |  |  |  |  |  |  |  |  |  |  |  |  |  |
|  |  |  |  |  |  |  |  |  |  |  |  |  |  |  |  |  |  |  |
|  |  |  |  |  |  |  |  |  |  |  |  |  |  |  |  |  |  |  |
|  |  |  |  |  |  |  |  |  |  |  |  |  |  |  |  |  |  |  |

黒1・3・5の手で向きの異なる小目を連打する布石。多くの場合黒7手目のコスミまでを「秀策流」と称する。この手は秀策の創案ではないが、大いに活用して好成績を挙げたところから「秀策のコスミ」と呼ばれる。秀策は、「碁盤の広さが変わらぬ限り、このコスミが悪手とされることはあるまい」と語ったと伝えられる。
囲碁AIが台頭する以前までは「先番でがっちり勝とうとする戦略であり、コミ碁である現代ではヌルい」と評されていた。しかし、2019 世界電脳囲碁オープン戦で優勝した最強ソフトの一角である絶芸（FineArt）が最善手にこのコスミを示し、秀策の慧眼が改めて評価されることとなった。
その後はプロ棋士のタイトル戦等でも多用されており、有力布石としての地位を復活させている。

## 耳赤の一局
弘化3年7月21日（1846年9月11日）於浪華天王寺屋辻忠二郎宅 八十九手打掛、同23日（13日） 於原才一郎宅 百四十一手打掛、同25日（15日）於中川順節碁会中之島紙屋亭 打終。先 桑原秀策 井上（幻庵）因碩 325手 黒半コウ勝ツグ 黒三目勝（棋譜の手順が正しいなら実際は黒二目勝）。
|  |  |  |  |  |  |  |  |  |  |  |  |  |  |  |  |  |  |  |
|  |  |  |  |  |  |  |  |  |  |  |  |  |  |  |  |  |  |  |
|  |  |  |  |  |  |  |  |  |  |  |  |  |  |  |  |  |  |  |
|  |  |  |  |  |  |  |  |  |  |  |  |  |  |  |  |  |  |  |
|  |  |  |  |  |  |  |  |  |  |  |  |  |  |  |  |  |  |  |
|  |  |  |  |  |  |  |  |  |  |  |  |  |  |  |  |  |  |  |
|  |  |  |  |  |  |  |  |  |  |  |  |  |  |  |  |  |  |  |
|  |  |  |  |  |  |  |  |  |  |  |  |  |  |  |  |  |  |  |
|  |  |  |  |  |  |  |  |  |  |  |  |  |  |  |  |  |  |  |
|  |  |  |  |  |  |  |  |  |  |  |  |  |  |  |  |  |  |  |
|  |  |  |  |  |  |  |  |  |  |  |  |  |  |  |  |  |  |  |
|  |  |  |  |  |  |  |  |  |  |  |  |  |  |  |  |  |  |  |
|  |  |  |  |  |  |  |  |  |  |  |  |  |  |  |  |  |  |  |
|  |  |  |  |  |  |  |  |  |  |  |  |  |  |  |  |  |  |  |
|  |  |  |  |  |  |  |  |  |  |  |  |  |  |  |  |  |  |  |
|  |  |  |  |  |  |  |  |  |  |  |  |  |  |  |  |  |  |  |
|  |  |  |  |  |  |  |  |  |  |  |  |  |  |  |  |  |  |  |
|  |  |  |  |  |  |  |  |  |  |  |  |  |  |  |  |  |  |  |
|  |  |  |  |  |  |  |  |  |  |  |  |  |  |  |  |  |  |  |

右下の大斜定石で秀策が誤り、井上幻庵因碩の繰り出した秘手もあって秀策は劣勢に陥った。幻庵は自在に打ち回したが、126手目のトビ（白△）が緩手。これに対して秀策の打った黒127手目（図の黒▲）が「耳赤（みみあか）の一手」として現代に語り伝えられる妙手であった。この手を打つ直前までは井上の優位だったが、この手によって形勢は急接近したとされる。上辺の模様を拡大し、右辺の白の厚みを消し、下辺の弱石に間接的に助けを送り、左辺の打ち込みを狙う一石四鳥の手である。
対局を横で見ていたある医師はこの様子を見て、「これは秀策の勝ちだ」と断定した。周りの者が何故かと尋ねところ、「碁の内容はよく判らないが、先ほどの一手が打たれた時に井上先生の耳が赤くなった。動揺し、自信を失った証拠であり、これでは勝ち目はないだろう」と述べた。耳赤の一手という名は、このエピソードに由来する。
ただし、この手については緩手という評や、「今の一流棋士ならだれでもそこに打つ」（呉清源）という声もあり、評価は一定していない。また、耳赤の一手もさることながら、全局を通した井上幻庵因碩の打ち回しに対しても評価が高い。
囲碁AIでは最善手とはみなされず、絶芸によるとこの手（評価値55.2）は緩手であり、左上の5の三のブツカリ（評価値63.1）を最善手に示している。KataGoでも同様であるが、大橋拓文は相手のリズムを崩す心理戦のような手であるため評価が低くなるとしている。（KataGoなどは数手後にはこの地点を有力候補に示している為、手順が少し早かったとも言える。）

## 後世への影響
| 因島石切神社の本因坊秀策碑 |  | 糸碕神社の本因坊秀策師之碑 |
| 因島石切神社の本因坊秀策碑 |  | 糸碕神社の本因坊秀策師之碑 |

江戸時代までは棋聖と呼ばれていたのは道策と本因坊丈和の2人であったが、明治以降から秀策の人気が高まり、丈和に代わって秀策が棋聖と呼ばれるようになった。名人になった事はないが、史上最強棋士の候補としてあげる声も多い。
400局ほどの棋譜が秀策のものとして伝えられており、1900年（明治33年）に石谷広策によって『敲玉余韵』としてまとめられた。これを学ぶプロ棋士は多く、韓国の李昌鎬も若い頃から秀策の棋譜を熱心に並べ「私は一生かけても秀策先生には及ばないだろう」と語っている。
また漫画『ヒカルの碁』では、主人公の進藤ヒカルに取り憑いた平安の天才棋士・藤原佐為の霊が以前に取り憑いていた人物として登場する。このため同作品のヒットに伴う「囲碁ブーム」とともに、子供たちにも「囲碁史上最強の人物」として親しまれることになった。
広島県三原市の糸碕神社には、江戸時代に秀策の生涯を記念して建立された石碑が現在も残る（『ヒカルの碁』にも登場する）。また因島にある秀策の生家は、現在「本因坊秀策囲碁記念館」となっている。因島の所属する尾道市は、この縁で囲碁を「市技」に指定し、年2回の本因坊秀策囲碁まつりを開いている。
2004年（平成16年）、第一回囲碁殿堂に徳川家康、本因坊算砂、本因坊道策と並んで顕彰された。

## 関連作品
パソコンゲーム
- 『本因坊秀策 囲碁トレーナー』､日本ソフト＆ハード社､PC-8800シリーズ､1983年7月｡
- 『秀策御城碁集』､アシーナソフトウェア､FM-8